# Chaenomeles cathayensis
Chaenomeles cathayensis är en rosväxtart som först beskrevs av William Botting Hemsley, och fick sitt nu gällande namn av Camillo Karl Schneider. Chaenomeles cathayensis ingår i släktet rosenkvittnar, och familjen rosväxter. Inga underarter finns listade i Catalogue of Life.

## Bildgalleri

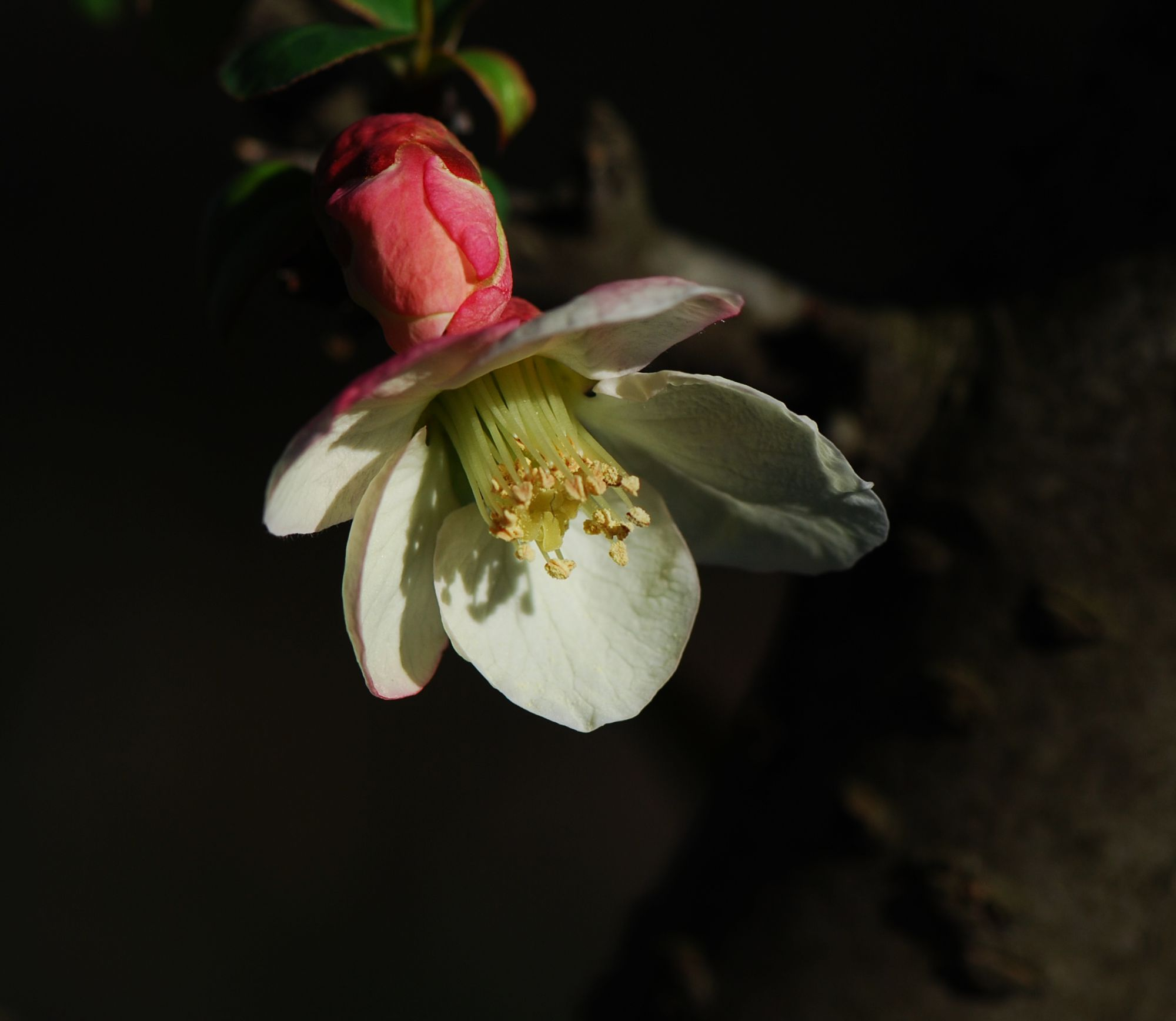
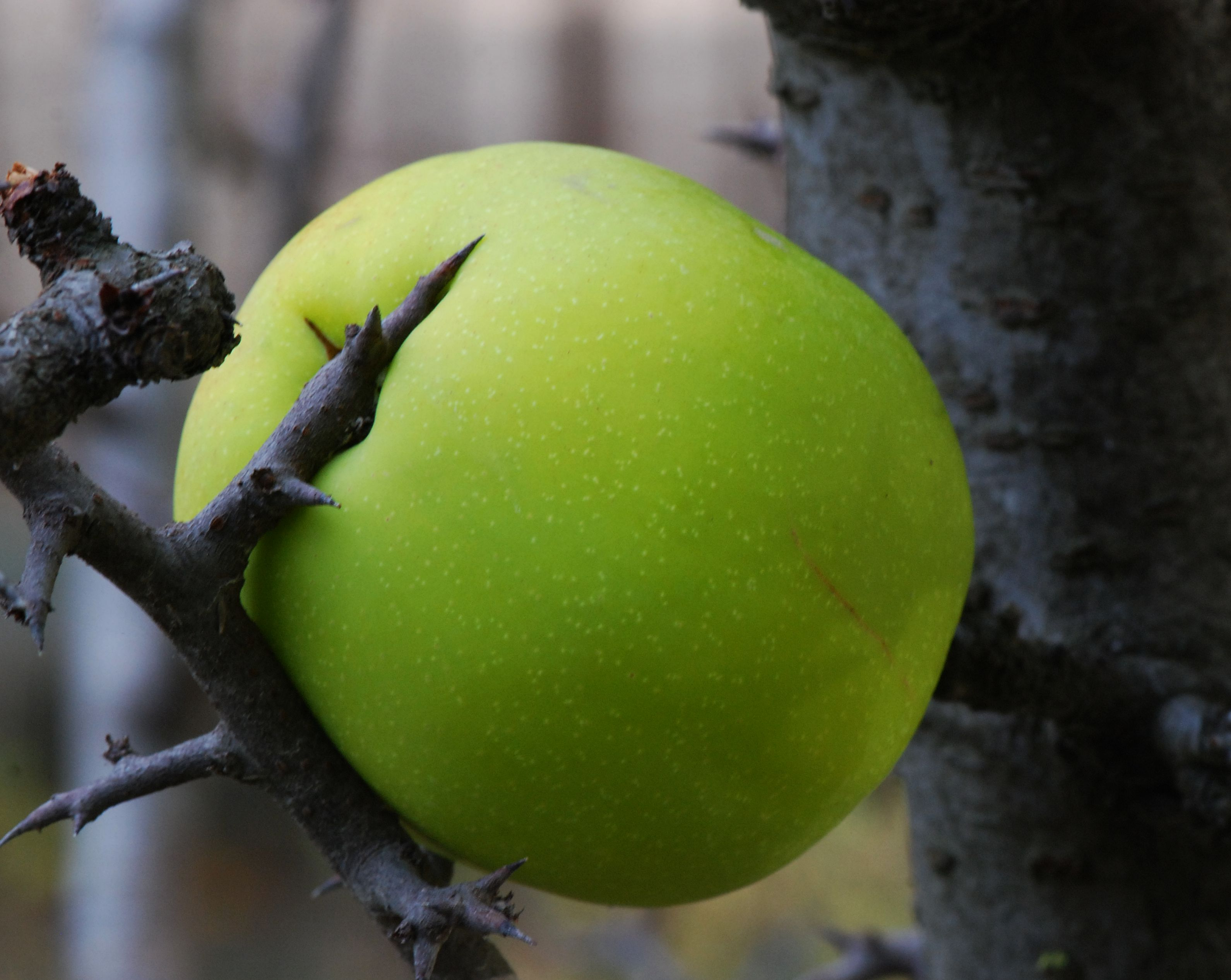
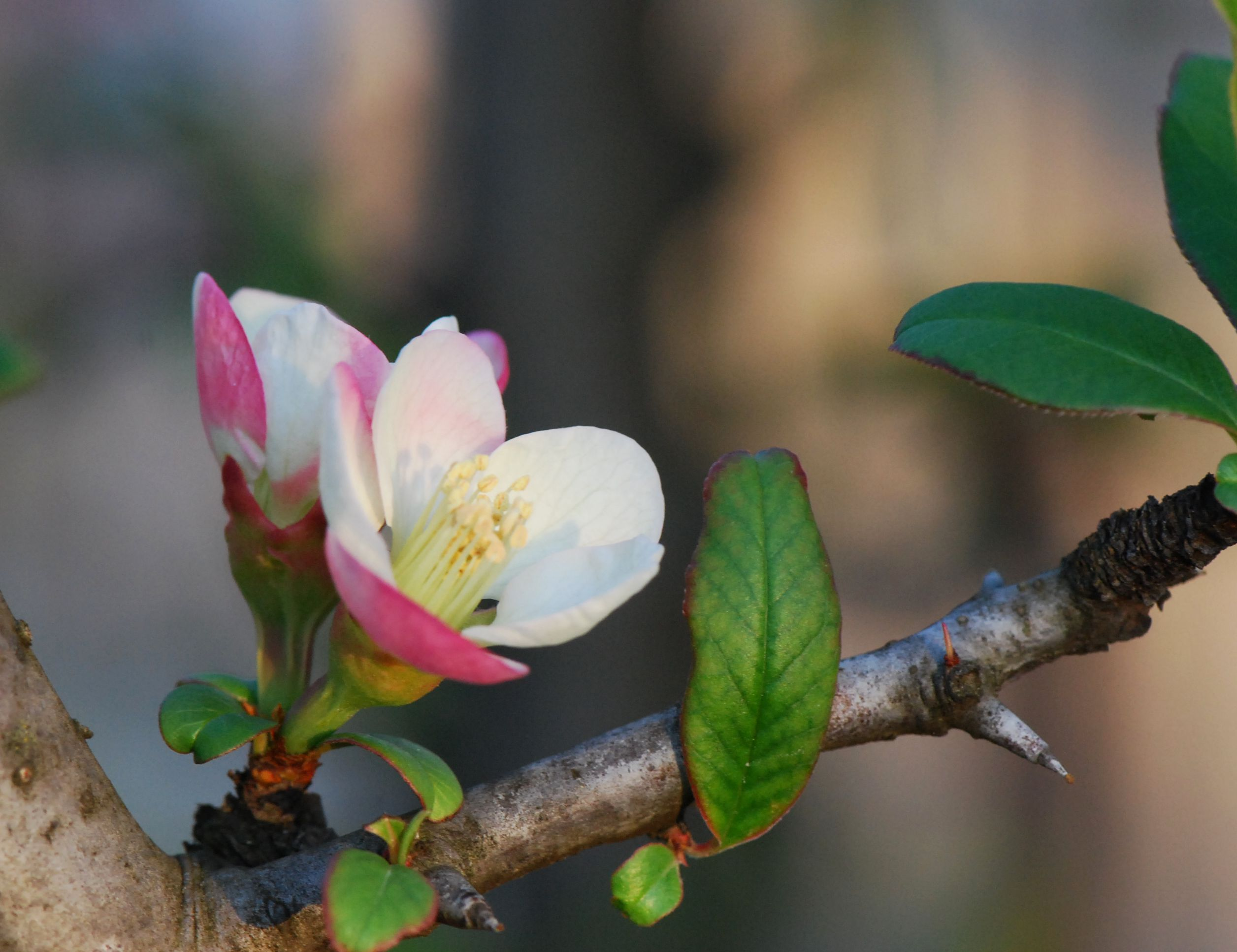
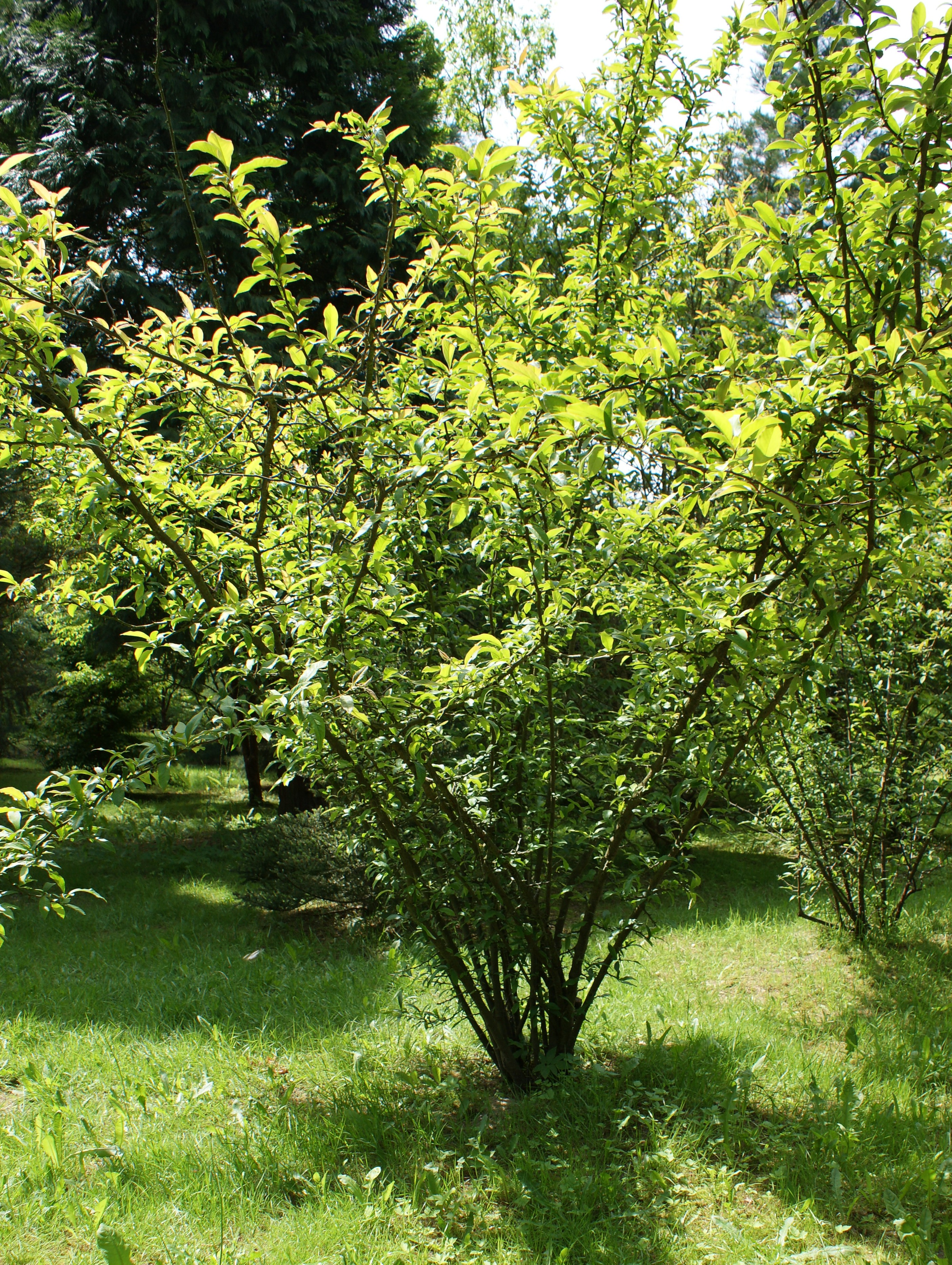
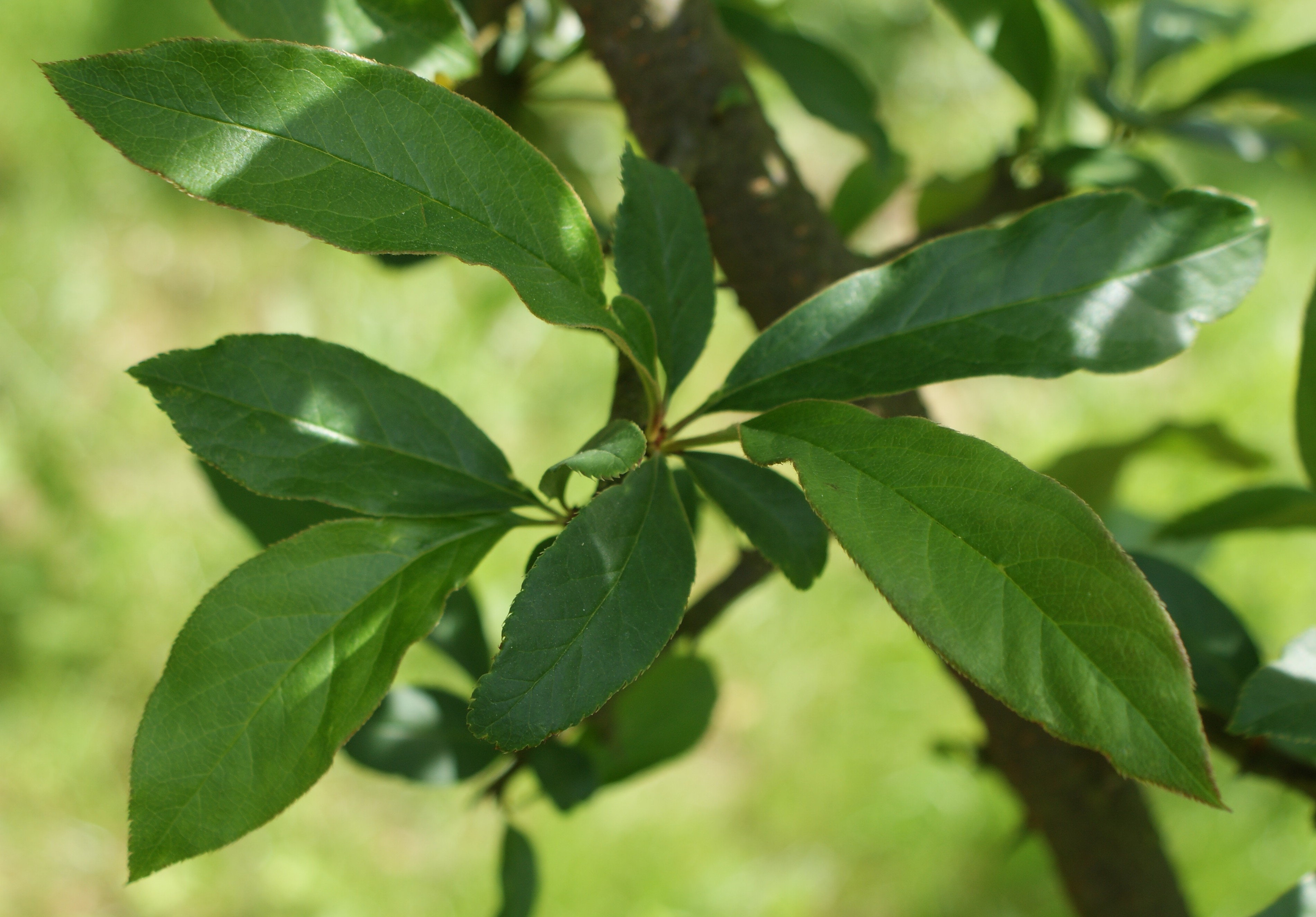
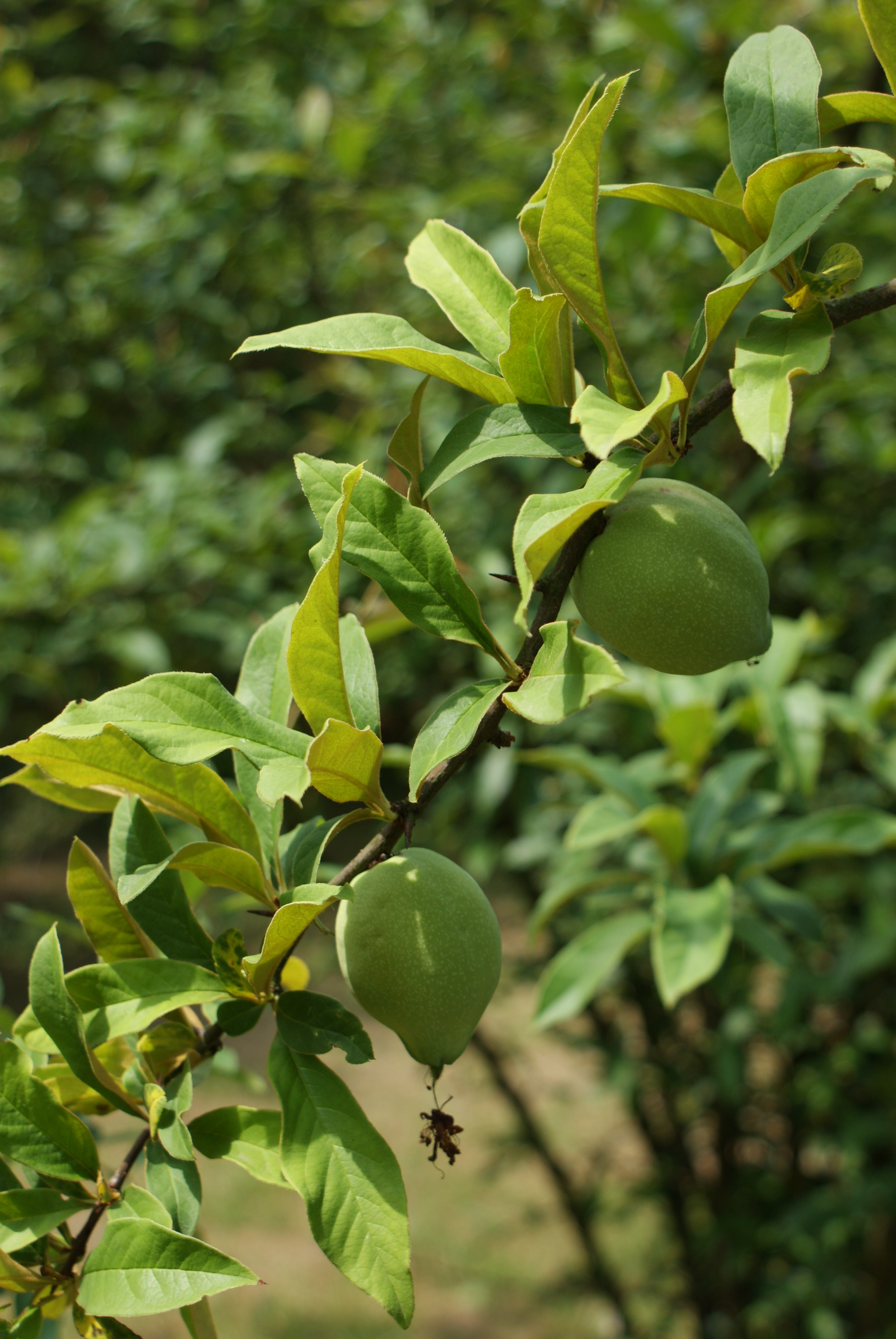